# 王大楨

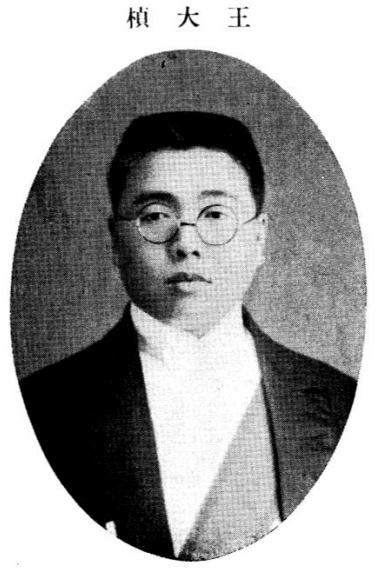
王大桢

王大楨（1893年3月5日—1946年5月17日）字芃生，号曰叟，湖南省長沙府醴陵县人，中華民国外交官、政治家、历史学家。

## 生平

### 从辛亥革命到北伐之前
王大楨早年入高等小学、磁业学堂，后入陸軍小学。1909年（宣統元年）秋，加入中国同盟会。1911年（宣統3年）9月，入武漢陸軍学校。10月，武昌起義爆发，王大楨参加黄興手下的革命军，进行作战。1912年（民国元年）2月，赴南京，入軍需学校学习。此後，他回到湖南，投湘軍程潜手下。
1916年（民国5年），王大楨赴日本留学，入陸軍经理学校高等科。1918年（民国7年）西伯利亚出兵之際，王大楨随日军赴西伯利亚及外蒙古实地考察。翌年，入東京帝国大学经济学部学習。1921年（民国10年）前往美国任华盛顿会議中国代表团咨議。翌年归国，成为负责山東問題交涉（「鲁案」）者之一。1924年（民国13年）初，任山東省統計講習所所長。1925年，再赴日本考察。

### 国民政府的活動
1926年（民国15年）归国，王大楨参加国民革命軍的北伐，被编入湖南唐生智的国民革命軍第8軍，历任第8軍第2師参謀、第35軍参謀長、安徽省軍事厅長。寧漢分裂後，他转投蒋介石，任国民革命軍总司令部参議。1928年（民国17年）5月3日济南事件爆发，他任駐日特派員，赴日本交涉。归国後，任外交部条約委員会顧問。
1931年（民国20年）九一八事变爆发，王大楨任東北外交研究委員会宣传主任，兼任国際联盟李顿調査团中国代表处専門委員，奉派赴日内瓦。1935年（民国24年），任駐土耳其公使館参事，翌年转任駐日本大使館参事。1937年（民国26年）5月，主宰国民政府軍事委員会国際問題研究所。
同年8月，淞沪会战爆发，王大楨赴缅甸、越南，为准备修筑滇緬公路而奔走。1945年（民国34年），当选中国国民党第六届候補中央執行委員。1946年（民国35年）5月17日，王大楨病逝。享年54岁（满53歳）。王大楨也是一位历史学家，在日本古代史和匈奴史等方面留有著作。

## 著作
- 『中日關係史之科學研究』
- 『臺灣交涉真象秘錄』
- 『歌曲源流考』
- 『孤軍舌战三島紀要』
- 『隋唐宋明古樂流入日朝迭存錄』
- 『外蒙見聞記』
- 『日本古史辨證』
- 『日本古史之偽造與山海經』
- 『匈奴史上及突厥史上譯語之語源』
- 『匈奴史之新研究』